# Чхеидзе, Захарий Несторович
Захарий Несторович Чхеидзе (1911 год, село Дими, Кутаисский уезд, Кутаисская губерния, Российская империя — дата смерти неизвестна, село Дими, Маяковский район, Грузинская ССР) — звеньевой колхоза имени Берия Димского сельсовета Маяковского района, Грузинская ССР. Герой Социалистического Труда (1949).

## Биография
Родился в 1902 году в крестьянской семье в селе Дими Кутаисского уезда (сегодня — Багдатский муниципалитет). Окончил местную начальную школу. Трудился в частном сельском хозяйстве. С начала 1930-х годов вступил в местный колхоз (позднее — имени Берия Маяковского района). В 1941 году мобилизован в Красную Армию. Участвовал в Великой Отечественной войне. Во время одного из сражений получил ранение.
После войны демобилизовался и возвратился в родное село, где продолжил трудиться в колхозе звеньевым виноградарского звена. В 1948 году звено под его руководством собрало с каждого гектара в среднем по 101,2 центнеров винограда с участка площадью 3 гектара. Указом Президиума Верховного Совета СССР от 9 августа 1949 года удостоен звания Героя Социалистического Труда за «получение высоких урожаев винограда в 1948 году» с вручением ордена Ленина и золотой медали «Серп и Молот».
После выхода на пенсию в 1968 году проживал в родном селе Дими Маяковского района. Персональный пенсионер союзного значения. Дата смерти не установлена (после 1985 года).
Награды
- Герой Социалистического Труда
- Орден Ленина
- Орден Отечественной войны 1 степени (11.03.1985)